# Piocianina
La piocianina è un pigmento antibiotico di colore blu prodotto dal batterio gram-negativo Pseudomonas aeruginosa. È un fattore di virulenza ossidoriduttivamente attivo, che permette a P. aeruginosa di uccidere le cellule dell'ospite, contrastare i movimenti delle cilia, inibire la proliferazione dei linfociti e alterare la fagocitosi.
Grazie alle sue proprietà redox, la piocianina genera delle specie reattive dell'ossigeno che inducono stress ossidativo nelle cellule batteriche e di mammifero.